# Mermaid Bowl XVII
 Der er for få eller ingen kildehenvisninger i denne artikel, hvilket er et problem. Du kan hjælpe ved at angive troværdige kilder til de påstande, som fremføres i artiklen.

Mermaid Bowl XVII var 2005-udgaven af finalen i amerikansk fodbold i Danmark, Mermaid Bowl. Kampen blev spillet på Vanløse Stadion.
Roskilde Kings vandt kampen 23-6 over Kronborg Knights. Mermaid Bowl XVII var den fjerde Mermaid Bowl optræden Kronborg Knights og den syvende for Roskilde Kings. Kronborg havde tabt de tre foregående og Roskilde havde vundet tre og tabt tre.
Kronborg Knights kom først på tavlen, efter at Runningback Stanley Durant havde bragt Knights foran 6-0. Herefter så Roskilde Kings sig ikke tilbage. Anført af et solidt og hårdt arbejdende Defense, et angreb der formåede at rykke bolden effektivt samt special teams, lykkedes det Roskilde Kings at score 23 point i træk, i form af touchdowns af Nicolai Hansen og Jannik Lindén samt tre Heinz Quast Field Goals. I fjerde quarter havde Roskilde Kings et drive på mere end 9. minutter. Det længste i Mermaid Bowl historien.
Wide Receiver Dian Sørensen Roskilde Kings blev Game MVP.
Mermaid Bowl XVII blev Roskilde Kings fjerde danske mesterskab ud af syv mulige. Kronborg Knights tabte deres fjerde mesterskab ud af fire mulige.

## Medier
Kampen blev transmitteret på TV kanalen DK4. Tommy Kjærsgaard Rasmussen var medkommentator på kampen.

## MVP
MVP: Overrækt af Phil Hickey.
- Offence: #19 Dian Sørensen – Roskilde Kings
- Defence: #?? ?? – Kronborg Knights
- 2005 Season MVP: #2 Thomas Linneman – Triangle Razorbacks

## 2005 Sæsonen
- Sæsonen startede med seks hold i Nationalligaen, men allerede efter to spillerunder valgte, sølvvinderne fra 2004, Herning Hawks at trække deres hold fra Nationalligaen. Hawks havde en målscore på 0-110 efter at have tabt 0-55 til både Kronborg Knights og Roskilde Kings.
- De tredobbelte forsvarende mestre Avedøre Monarchs, tabte 9-0 til Roskilde Kings, efter at have vundet 25 kampe i træk.
- Roskilde Kings tabte begge deres grundspilskampe til Kronborg Knights
- Triangle Razorbacks spillede deres første sæson i Nationalligaen.
- Wide Receiver Thomas Linneman fra Triangle Razorbacks vinder Sæson MVP

### Imports
| Position | Navn           | Hold                | College                                |
| -------- | -------------- | ------------------- | -------------------------------------- |
| QB       | Ken Suhl       | Triangle Razorbacks | New Haven                              |
| QB       | Dan Fitzmorris | Kronborg Knights    | Missouri Valley                        |
| QB       |                | Copenhagen Towers   |                                        |
| RB       | Stanley Durant | Kronborg Knights    |                                        |
| TE/DE    | Luke Seeley    | Roskilde Kings      | Southwestern                           |
| OL/DL    | Karl Bates     | Roskilde Kings      | Middle Tenneseee st/ Kentucky Wesleyan |
| WR/DB    | Desi Barbour   | Kronborg Knights    |                                        |
| WR/DB    |                | Copenhagen Towers   |                                        |

### Stillingen
| pos. | Hold                | W | L  |
| ---- | ------------------- | - | -- |
| 1.   | Avedøre Monarchs    | 9 | 1  |
| 2.   | Triangle Razorbacks | 6 | 4  |
| 3.   | Kronborg Knights    | 6 | 4  |
| 4.   | Roskilde Kings      | 6 | 4  |
| 5.   | Copenhagen Towers   | 2 | 8  |
| 6.   | Herning Hawks       | 0 | 10 |

## Slutspillet
|  | Semifinaler | Semifinaler         | Semifinaler      |   |   | Mermaid Bowl XVII | Mermaid Bowl XVII | Mermaid Bowl XVII |
|  |             |                     |                  |   |   |                   |                   |                   |
|  | 1           | Avedøre Monarchs    |                  |   |   |                   |                   |                   |
|  | 4           | Roskilde Kings      |                  |   |   |                   |                   |                   |
|  |             |                     |                  |   | 4 | Roskilde Kings    | 23                |                   |
|  |             | 3                   | Kronborg Knights | 6 |   |                   |                   |                   |
|  | 2           | Triangle Razorbacks |                  |   |   |                   |                   |                   |
|  | 3           | Kronborg Knights    |                  |   |   |                   |                   |                   |

## Roskilde Kings
Roskilde Kings var i 1990'erne og 2000'erne et af de mest stabile holde i amerikansk fodbold I danmark. Mermaid Bowl XVII var den 7. Mermaid Bowl optræden for holdet, og tidligere var det blevet til sejr i tre af dem. I 2005 var Roskilde Kings dog et stærkere og mere organiseret hold end de foregående år. Grundstammen af spillerne havde været med gennem de sidste ti år, og det var nogle af de mest erfarne spillere inden for dansk amerikansk fodbold. Roskilde Kings fik i 2005 sæsonen tilgang af nogle personer der var med til at styrke holdet. Man hentede den finske træner Hannu Koivusalo ind som Headcoach. Han havde tidligere stået i spidsen for det finske junior landshold, der havde vundet guld ved EM. Før Sæsonen kom quarterback Jakob Kähler til klubben. Kähler havde årene forinden spillet i rivalklubben Avedøre Monarchs. Gennem sæsonen blev Roskilde Kings forstærket yderligere. Der blev hentet to imports. Tight End/Defensive Lineman Luke Seeley fra NAIA College holdet Southwestern Moundbuilders samt OL/DL Karl Bates, der havde spillet College football hos Middle Tennesee State Blue Raiders, i den bedste NCAA række FBS (Football Subdivision) samt Kentucky Wesleyan i den lavere række NAIA. Her var Bates holdkammerat med danske Dian Sørensen fra Roskilde Kings og Avedøre Monarchs Remzi Rasmussen. Efter college karrieren spillede Karl Bates otte sæsoner i den næstbedste række i USA, indendørsligaen Arena Football League (AFL).
Luke Seeley og Karl Bates havde en stor del af æren i, at Roskilde var at finde i Mermaid Bowl XVII.

### Roster
| Nr. | Navn                        | Position | Højde | Vægt |
| --- | --------------------------- | -------- | ----- | ---- |
| 1   | Torben Strandgaard          | WR/DB    | 184   | 83   |
| 3   | Martin Andersen             | LB       | 174   | 98   |
| 4   | Luke Seeley*                | TE/DL    | 188   | 110  |
| 5   | Nicolai Hansen              | LB/RB    | 185   | 100  |
| 6   | Kim Schandorph              | LB/RB    | 180   | 102  |
| 8   | Jakob Kähler                | QB       | 188   | 90   |
| 9   | Andreas Illum               | LB       | 187   | 90   |
| 10  | Jonathan Jacobsen           | LB/RB    | 180   | 90   |
| 11  | Lau Mikkelsen               | WR       | 187   | 70   |
| 12  | Jannik Lindén               | RB/LB    | 181   | 104  |
| 16  | Malte Jensen                | DB/WR    | 181   | 74   |
| 17  | Thomas Nielsen              | WR/QB    | 180   | 90   |
| 19  | Dian Sørensen               | WR/RB    | 178   | 85   |
| 21  | Rafael Dias                 | DB       | 175   | 91   |
| 25  | Jaris Simonsen              | DB       | 181   | 70   |
| 31  | Houman Poirhassan           | DB       | 180   | 85   |
| 54  | Rasmus Just Nielsen         | OL       | 185   | 86   |
| 55  | Michael Pedersen            | OL       | 182   | 113  |
| 56  | Jens Christian Sander Olsen | OL/DL    | 191   | 120  |
| 57  | Karl Bates*                 | OL/DL    | 191   | 125  |
| 61  | Torben Storm Jensen         | OL/DL    | 179   | 125  |
| 69  | Sten Riberfelt              | OL       | 183   | 100  |
| 70  | Simon Søgaard               | DL       | 195   | 120  |
| 75  | Stig Langeskov              | DL       | 183   | 96   |
| 76  | Uffe Eghave                 | DL       | 182   | 110  |
| 77  | Morten Elbek                | OL       | 186   | 116  |
| 79  | Mads S. Pedersen            | OL       | 180   | 100  |
| 80  | Asbjørn Riber               | WR       | 180   | 75   |
| 84  | Henrik Storm Jensen         | DB       | 179   | 85   |
| 99  | Heinz Quast                 | K/P      | 186   | 90   |

 * Import

### Coaching Staff
Headcoach - Hannu Koivusalo
Offensive Coordinator - Thomas Nielsen
Defensive Coordinator - Kim Schandorph
OL/DL - Karl Bates
QB/WR - Thomas Nielsen
LB/DB - Kim Schandorph
RB - Dian Sørensen

## Kronborg Knights
Kronborg Knights havde i de sidste par år, redet på en opadgående bølge, siden Headcoach Roger Veliquette havde overtaget et kriseramt hold, som netop var rykket ned i 1. division. Med en næsten ny trup formåede Coach Veliquette at føre holdet fra middelmådigt 1. divisions hold, til at være et dominerende hold i divisionen. Efter tre sæsonen i 1.division kvalificerede Kronborg Knights sig igen Nationalligaen. Allerede i sæson to i Nationalligaen lykkedes det for Kronborg at stå i endnu en Mermaid Bowl. Tidligere havde Kronborg Knights været i tre Mermaid Bowls, nemlig: IX, X og XI, men alle tre var endt med nederlag til det nordsjællandske hold.
Kronborg Knights anno 2005, bestod af en kerne af unge spillere, som alle havde været en del af klubbens succesfulde juniorarbejde. Suppleret med få tilbagevendte spillere fra da Kronborg sidst var i Nationalligaen, heriblandt Linebacker Filip Sannig, var Kronborg tilbage i toppen af Nationalligaen.
Headcoach Roger Veliquette havde før og igennem sæsonen suppleret holdet med flere amerikansk imports. Hybridspilleren Desi Barbour, som altid var farlig med bolden i sine hænder, Quarterback og Safety Dan Fitzmorris samt Runningback Stanley Durant.

### Roster
| Nr. | Navn                   | Position | Højde | Vægt |
| --- | ---------------------- | -------- | ----- | ---- |
| 2   | Mike Brennan           | DB       | 187   | 95   |
| 3   | Mike Svendsen          | WR/DB    | 180   | 83   |
| 5   | Rasmus Keller          | LB/RB    | 181   | 85   |
| 7   | Carsten Smidt          | DB       | 180   | 97   |
| 8   | Desi Barbour*          | WR/DB    | 177   | 83   |
| 9   | Søren Preuss           | K/P      | 186   | 93   |
| 10  | Filip Sannig           | LB/RB    | 185   | 101  |
| 11  | Dan Fitzmorris*        | QB/FS    | 179   | 86   |
| 12  | Bo Clemmesen           | DB       | 184   | 82   |
| 16  | Peter Nilsson          | QB       | 176   | 73   |
| 19  | Morten Borch           | WR       | 179   | 81   |
| 20  | Thomas Bruno Hansen    | LB/RB    | 182   | 93   |
| 21  | Anders Egedal Pedersen | DB/LB    | 187   | 91   |
| 22  | Mikkel Mørk Hansen     | LB       | 180   | 104  |
| 23  | Jarl Due               | WR       | 180   | 78   |
| 25  | Jonas Rechmann         | DB       | 182   | 80   |
| 27  | Stanley Durant*        | RB       | 175   | 95   |
| 28  | Daniel F. Nielsen      | TE/LB    | 174   | 70   |
| 29  | Simon Durafour         | OL       | 177   | 85   |
| 30  | Thomas Frausing        | WR/CB    | 173   | 75   |
| 35  | Anton Bodilsen         | DL/LB    | 178   | 90   |
| 37  | Christian Pedersen     | CB/WR    | 194   | 93   |
| 44  | Jens Paszkiewiez       | LB       | 186   | 94   |
| 48  | André Hansen           | FB       | 180   | 94   |
| 50  | Karl Emil Tranemose    | DL       | 180   | 93   |
| 52  | Christian K. Pedersen  | LB       | 193   | 94   |
| 53  | Jamie Paulo            | LB       | 195   | 95   |
| 55  | Stefan Karjalainen     | OL       | 174   | 115  |
| 61  | Danny Poulsen          | OL/LB    | 180   | 94   |
| 62  | Magnus Kimming         | OL       | 194   | 137  |
| 64  | Mads Sørensen          | DL       | 188   | 89   |
| 65  | Tom Bertram            | OL       | 180   | 85   |
| 71  | Laus Brandt            | OL       | 183   | 110  |
| 72  | Rasmus Bertram         | OL       | 180   | 110  |
| 73  | Victor Dufarour        | OL       | 182   | 112  |
| 74  | Nick Barnø             | OL/DL    | 192   | 115  |
| 75  | Jonas Kristensen       | OL       | 183   | 114  |
| 77  | Bülent Erdogan         | DL/OL    | 178   | 93   |
| 79  | Carlos Barrera         | OL       | 185   | 88   |
| 81  | Andreas Magnussen      | WR       | 185   | 76   |
| 83  | Kristian Kornum        | DB/WR    | 179   | 77   |
| 86  | Søren Brygger          | DB       | 175   | 72   |
| 89  | Jacob Rasmussen        | WR       | 175   | 78   |
| 90  | Sven Boesen            | DL/FB    | 179   | 97   |
| 99  | Rasmus Thranemose      | DL       | 183   | 132  |

* Import

### Coaching Staff
Headcoach - Roger Veliquette
OL/QB - Roger Veliquette
DB/LB - Dan Fitzmorris
WR - Desi Barbour
RB - Stanley Durant
DL/LB - Anton Bodilsen

## Dommer Crew
Dommer crew ved Mermaid Bowl XVII
| Position      | Navn             |
| ------------- | ---------------- |
| Referee       | Frank Kristensen |
| Umpire        | Ulrik Hybler     |
| Head Linesman | Alex Henriksen   |
| Line Judge    | Frank Rasmussen  |
| Field Judge   | Martin Mikkelsen |
| Side Judge    | Lars Grindsted   |
| Back Judge    | Jens Toft        |

## Game stats
| Sport | Spire Denne artikel om sport er en spire som bør udbygges. Du er velkommen til at hjælpe Wikipedia ved at udvide den. |